# Manoel Messias Silva Carvalho
Manoel Messias Silva Carvalho (Bacabal, 26 februari 1990) is een Braziliaans voetballer die bij voorkeur als centrale verdediger speelt. Hij tekende in 2014 bij Cruzeiro EC.

## Clubcarrière
Manoel speelde in de jeugd bij Nacional de Rolândia en Atlético Paranaense. Op 31 mei 2009 debuteerde hij als negentienjarige in de Braziliaanse Série A tegen Flamengo. Zijn eerste treffer in de Série A volgde op 30 mei 2010 tegen Internacional. In vijf seizoenen maakte de centrumverdediger negen doelpunten in 158 competitieduels voor Atlético Paranaense. In 2014 trok hij naar Cruzeiro EC. Op 18 juli 2014 debuteerde hij voor zijn nieuwe club in het competitieduel tegen EC Vitória. In 2014 werd Manoel landskampioen met Cruzeiro.